# Yasemin Adar
Yasemin Adar, née le 6 décembre 1991 à Balıkesir, est une lutteuse turque. En 2017, elle devient la première femme turque à remporter le titre de championne du monde de lutte.

## Carrière
Lors des championnats du monde de lutte de 2017 qui se sont déroulés à Paris, elle remporte la médaille d'or dans la catégorie des moins de 75 kg et devient ainsi la première femme turque sacrée championne du monde de lutte. Quelques minutes après son combat, encore sur le tapis, elle accepte une demande de mariage faite par son petit ami Erdem Yiğit.

## Palmarès

### Jeux olympiques
- Médaille de bronze en catégorie des moins de 76 kg en 2021 à Tokyo

### Championnats du monde
- Médaille d'or en catégorie des moins de 76 kg en 2022 à Belgrade
- Médaille d'or en catégorie des moins de 75 kg en 2017 à Paris
- Médaille d'argent en catégorie des moins de 76 kg en 2018 à Budapest

### Championnats d'Europe
- Médaille d'or dans la catégorie des moins de 76 kg en 2023 à Zagreb
- Médaille d'or dans la catégorie des moins de 76 kg en 2022 à Budapest
- Médaille d'or dans la catégorie des moins de 76 kg en 2019 à Bucarest
- Médaille d'or dans la catégorie des moins de 76 kg en 2018 à Kaspiisk
- Médaille d'or dans la catégorie des moins de 75 kg en 2017 à Novi Sad
- Médaille d'or dans la catégorie des moins de 75 kg en 2016 à Riga
- Médaille d'argent dans la catégorie des moins de 76 kg en 2020 à Rome

### Jeux méditerranéens
- Médaille d'or dans la catégorie des moins de 76 kg en 2022 à Oran
- Médaille d'or dans la catégorie des moins de 72 kg en 2013 à Mersin

### Jeux de la solidarité islamique
- Médaille d'or dans la catégorie des moins de 75 kg en 2017 à Bakou